# Eugenia chepensis
Eugenia chepensis är en myrtenväxtart som beskrevs av Paul Carpenter Standley. Eugenia chepensis ingår i släktet Eugenia och familjen myrtenväxter. Inga underarter finns listade i Catalogue of Life.